# Estrada de Ferro de Sobral
A Estrada de Ferro de Sobral (EFS) foi a segunda ferrovia do Ceará. Planejada para dar assistência a cidade de Sobral durante os anos de seca entre 1877 e 1879. Sua construção teve início em 1878 e alcançou o seu primeiro ponto final Ipu, em 1894. Atualmente estes caminhos de ferro são operados pela Transnordestina Logística S.A.

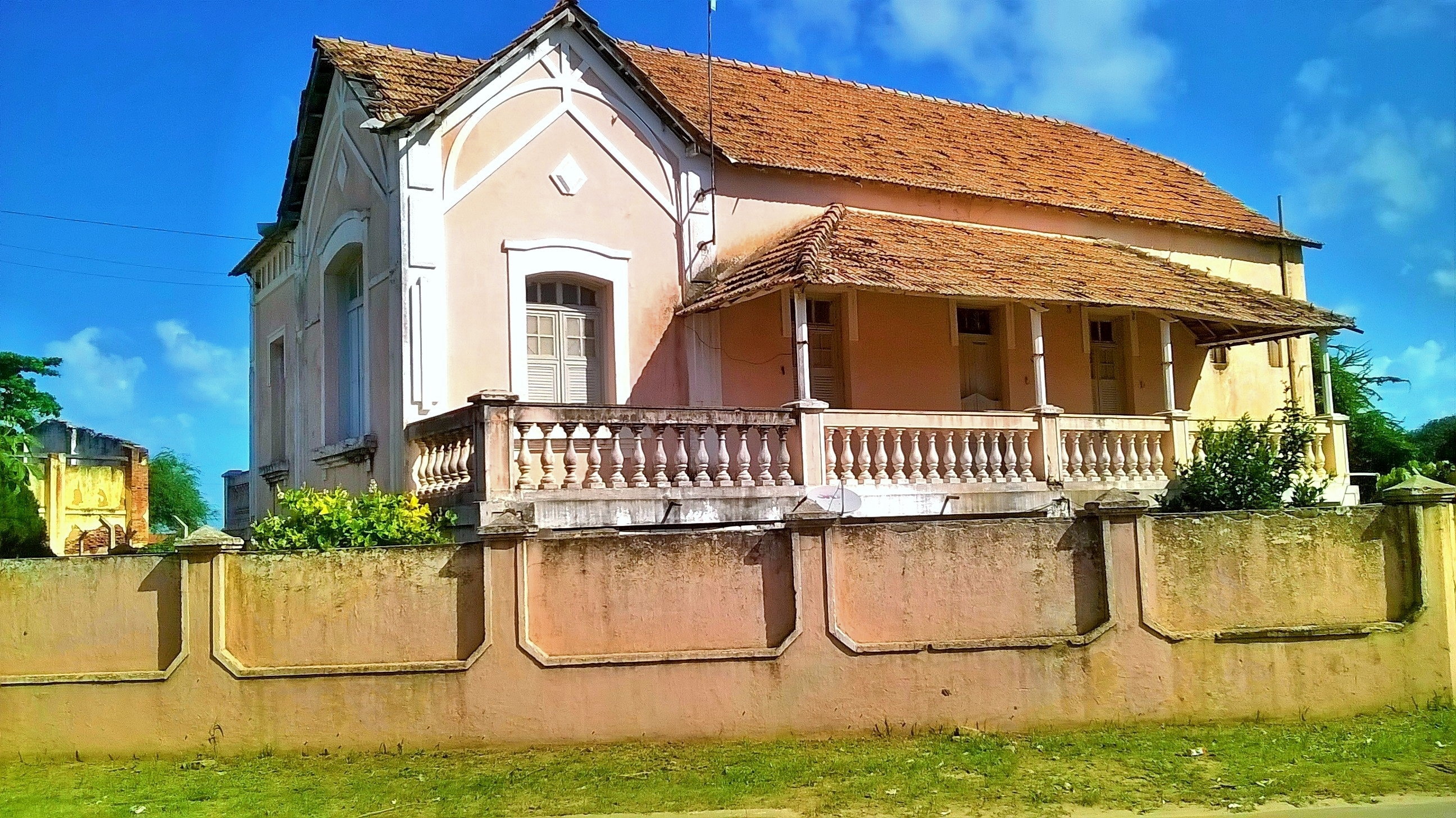
Palacetinho, em Camocim, que era a residência do Diretor-geral da EFS. Atualmente é a Academia Camocinense de Ciências, Artes e Letras

## História
Os primeiros trilhos foram assentados em 26 de março de 1879, em Camocim e dois anos depois, em 15 de janeiro de 1881, foi inaugurado o primeiro trecho, com 24,50 quilômetros, ligando o Porto de Camocim a cidade de Granja. A estrada até Sobral iniciou suas operações em 31 de dezembro de 1882, sendo então inaugurada a estação de Sobral totalizando 128,92 quilômetros de ferrovia. Em 1894, o trecho desta chega a Ipu
Em 1909 começaram as construções do prolongamento até a cidade de Crateús, que chegaram lá em 25 de janeiro de 1925. Durante sua construção diversos povoados se desenvolveram as margens da ferrovia, como a vila de "Humaitá", que atualmente é a cidade de Pires Ferreira que teve seu nome alterado para homenagear o construtor-chefe da ferrovia, o piauiense: Dr. Antônio Sampaio Pires Ferreira.
A EFS foi arrendada à South American Railway em 1910 e em 1915 passou para administração federal sob o nome de Rede de Viação Cearense. Em 1950 a ligação entre a EFS e a Estrada de Ferro de Baturité entrou em operação. Com isso, o trecho entre Camocim e Sobral foi considerado ramal, sendo desativado em 1977. Atualmente a linha férrea tem sido pouco utilizada, limitando-se à escoação de alguns produtos; hoje, a maioria das antigas estações ferroviárias são consideradas patrimônios históricos dos municípios.
O direito de concessão da Malha Nordeste da antiga RFFSA foi concedido, em 1997, para a empresa Companhia Ferroviária do Nordeste, que mudou de nome para Transnordestina Logística e atualmente é operada pela mesma.
Os principais municípios atravessados pela ferrovia são Sobral, Cariré, Reriutaba, Pires Ferreira, Ipu, Ipueiras, Nova Russas, Poranga, Crateús e Camocim. Com o prologamento do ramal ferroviário até o Piauí, a denominação Ferrovia Teresina-Fortaleza também tem sido utilizada. 
As cargas atualmente são transportadas pelos trilhos que ligam os portos do Mucuripe, Pecém e Itaqui, no Maranhão, pela Ferrovia Transnordestina Logística (FTL), único trecho operante da antiga malha ferroviária do Nordeste, correspondente às ferrovias Teresina-Fortaleza e São Luís-Teresina. 

## Ver Também
Ferrovia Teresina-Fortaleza